# Pterotricha insolita
Pterotricha insolita är en spindelart som beskrevs av Raymond Comte de Dalmas 1921. Pterotricha insolita ingår i släktet Pterotricha och familjen plattbuksspindlar.
Artens utbredningsområde är Algeriet. Inga underarter finns listade i Catalogue of Life.